# Grader och löner i Luftwaffe 1935–1945

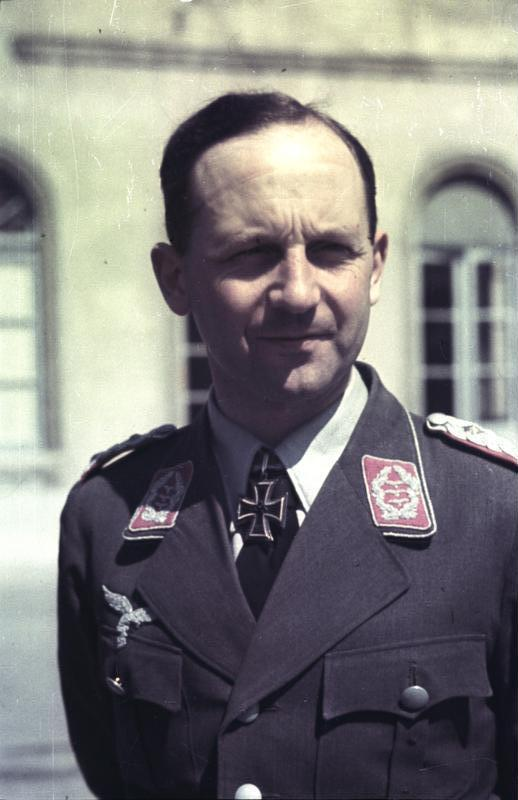
Överste i Luftwaffes generalstab 1941/1942.

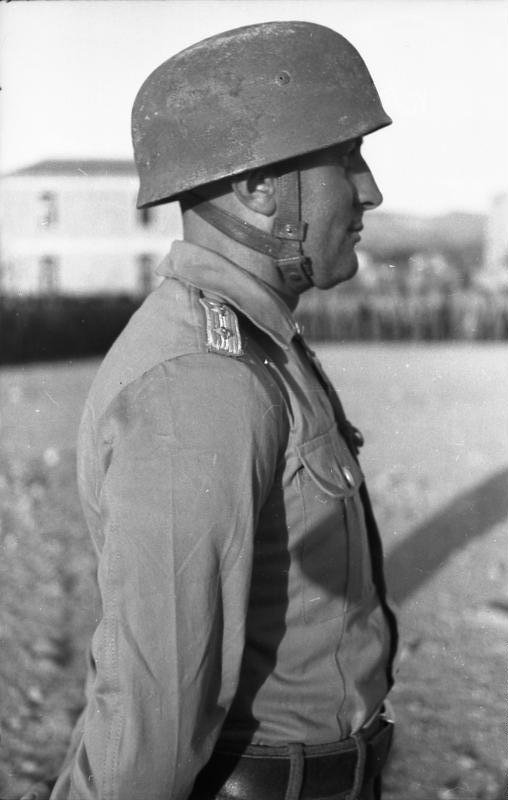
Fallskärmsjägarkapten, Kreta 1941.

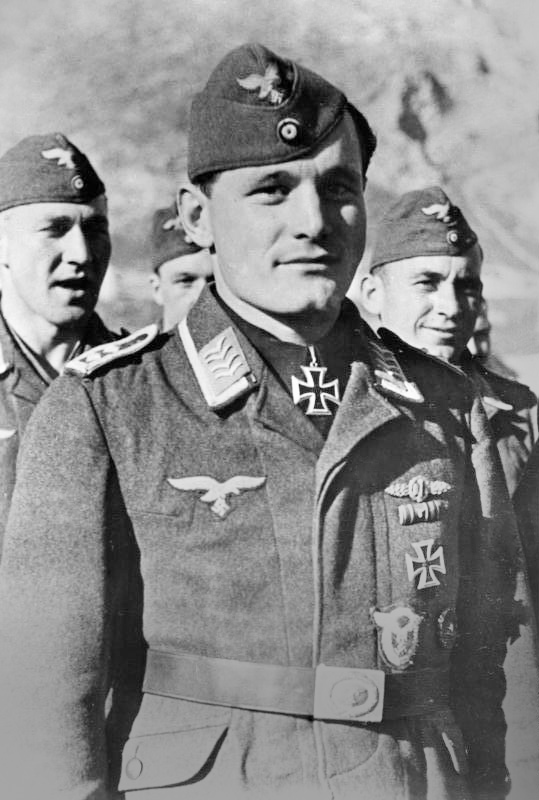
Oberfeldwebel med riddarkorset 1942.

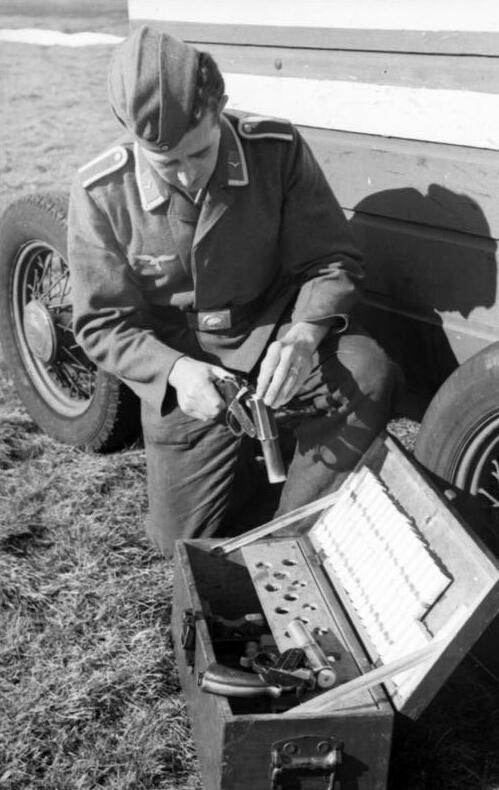
Unteroffizier, Frankrike 1942.

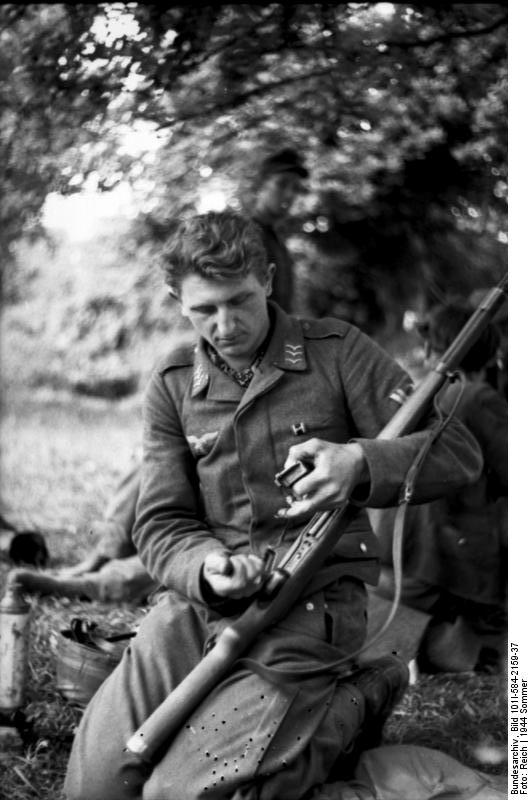
Obergefreiter, Frankrike 1944.

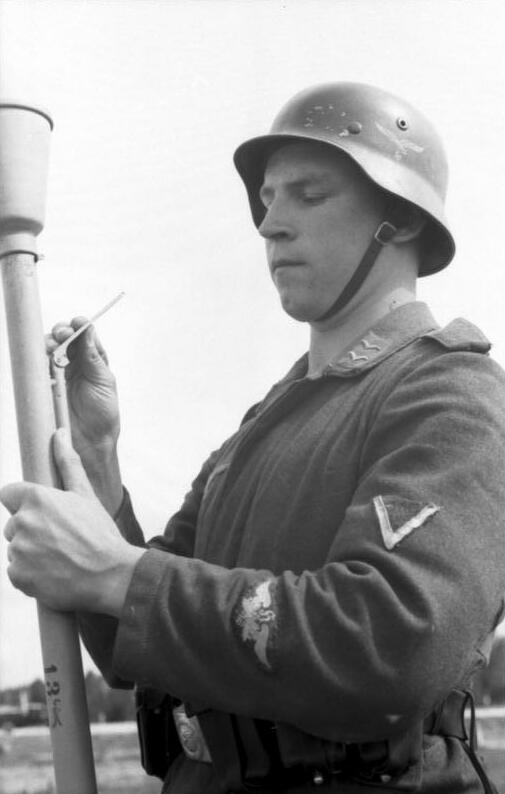
Gefreiter med pansarskott. Ryssland 1944.

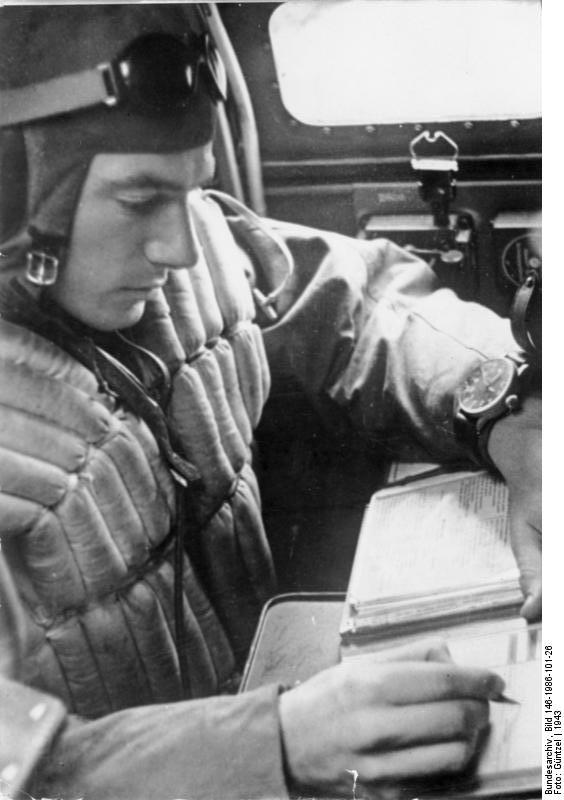
Flygsignalist fyller i meddelandeblankett under flygning 1943.

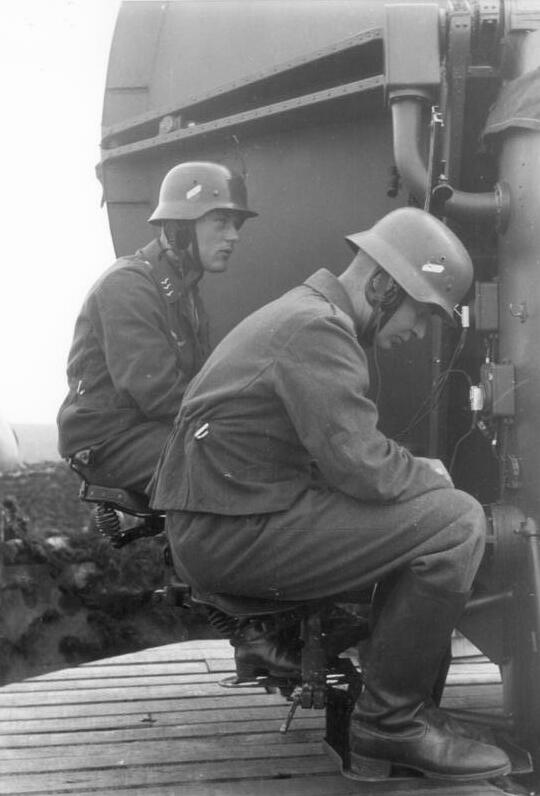
Flygsignalpersonal vid lyssnarapparat 1943

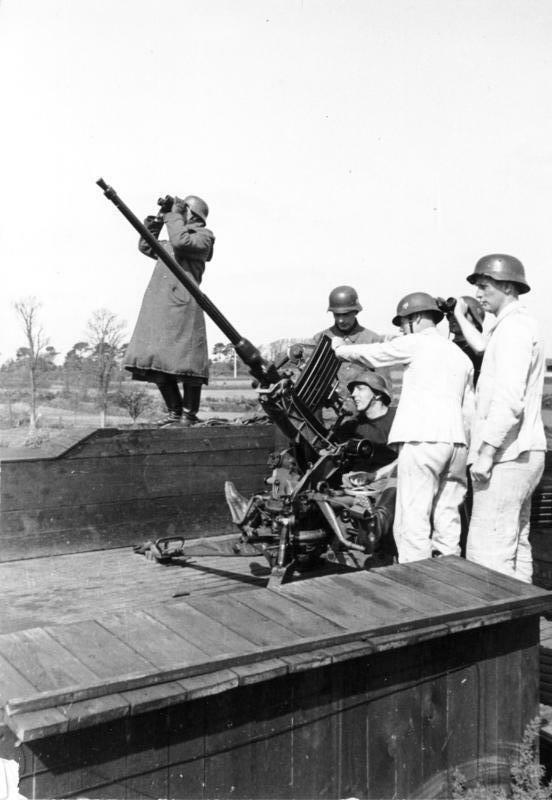
Luftvärnsartillerister i Frankrike 1941

Grader och löner i Luftwaffe 1935–1945 ger en översikt över det tyska flygvapnets personalstruktur, tjänsteställning, avlöningsförhållanden och gradbeteckningar före och under det andra världskriget.

## Personalstruktur
Luftwaffes personal indelades i två övergripande kategorier, krigsmän (Wehrmachtangehörige) och krigsmaktens hjälppersonal (Wehrmachtgefolge).

### Krigsmän
Krigsmännen (Wehrmachtangehörige) utgjordes först och främst av militär personal tillhörande olika vapenslag och personalkårer. Därtill kom de civilmilitära tjänstemännen. Under kriget överfördes auditörer och intendenter från civilmilitärer till den militära personalen i en särskild personalkategori (Truppensonderdienst).
Under kriget tillkom  Sonderführer (befäl med underofficers eller officers tjänsteställning) - vilket var personal som skulle fylla underofficers- eller officersbefattningar utan att ha föreskriven militär utbildning - och krigstjänstemän (Beamte auf Kriegsdauer) och krigsingenjörer för personal som skulle fylla civilmilitära befattningar utan att ha föreskriven försvarsutbildning.

#### Personalkategorier
| Personalkategori  | Militär personal                                                                | Militär personal med specialistkompetens                        | Civilmilitära tjänstemän                          |
| ----------------- | ------------------------------------------------------------------------------- | --------------------------------------------------------------- | ------------------------------------------------- |
| Aktiv stat        | Truppenoffiziere Waffenoffiziere Ingenieuroffiziere Underofficerare och manskap | Offiziere der Sonderlaufbahnen Offiziere im Truppensonderdienst | Wehrmachtsbeamte (Luftwaffe)                      |
| Reserv            | Truppenoffiziere Waffenoffiziere Ingenieuroffiziere Underofficerare och manskap | Offiziere der Sonderlaufbahnen Offiziere im Truppensonderdienst | Wehrmachtsbeamte (Luftwaffe)                      |
| Krigsförstärkning | Sonderführer                                                                    | Sonderführer                                                    | Beamte auf Kriegsdauer Ingenieure auf Kriegsdauer |

#### Anställningsförhållanden
Officerskårerna förtecknades i olika rangrullor efter anställningsformen.
| Rangrulla | Kategori                         | Betydelse                                                              | Samtida svensk term                      |
| --------- | -------------------------------- | ---------------------------------------------------------------------- | ---------------------------------------- |
| A         | aktive Offiziere                 | yrkesofficerare                                                        | officer på aktiv stat                    |
| B         | Ergänzungsoffiziere              | återanställda före detta aktiva officerare                             | reservstat                               |
| C         | Offiziere des Beurlaubtenstandes | reservofficerare lantvärnsofficerare                                   | reservofficer landstormsofficer          |
| D         | Kriegsoffiziere                  | officerare befordrade under kriget framförallt från underofficerskåren | saknade svensk motsvarighet              |
| E         | Offiziere zur Verfügung          | före detta officerare vilka kan inkallas vid mobilisering              | disponibilitesstat                       |
| E         | Offiziere zur Dienstleistung     | återanställda före detta officerare                                    | pensionerad personal i arvodesbefattning |
| E         | Offiziere ausser Dienst          | före detta officerare                                                  | pensionsavgångna                         |

Strax före krigsutbrottet 1939 hade Luftwaffes underofficerare och manskap följande anställnings- och tjänstgöringsförhållanden.
| Kategori                | Anställnings- och tjänstgöringsförhållanden                                                              | Vapenslag                                              | Befattningar |
| ----------------------- | --- | ------------------------------------------------------ | --- |
| Flygande personal       | Fast anställda med 12 års tjänsteförpliktelse                                                            | Flygtrupperna                                          | flygförare flygspanare flygsignalister färdmekaniker |
| Flygteknisk personal    | Fast anställda med 12 års tjänsteförpliktelse                                                            | Flygtrupperna                                          | flygmekaniker flygmotormontörer flygplanhantverkare flygplanelektriker flyginstrumentmakare vapenmekaniker fallskärmstekniker flygradiopersonal flygfotopersonal |
| Fallskärmsjägarpersonal | Fast anställda med 12 års tjänsteförpliktelse                                                            | Fallskärmsjägarna                                      | .. |
| Artilleripersonal       | Värnpliktiga Fast anställda med 4½ års tjänsteförpliktelse Fast anställda med 12 års tjänsteförpliktelse | Luftvärnsartilleriet                                   | artilleritjänst motorfordonstjänst signaltjänst |
| Flygsignalpersonal      | Värnpliktiga Fast anställda med 4½ års tjänsteförpliktelse Fast anställda med 12 års tjänsteförpliktelse | Flygsignaltrupperna                                    | radiosignalister telefonister radiobilsförare |
| Allmän tjänst           | Värnpliktiga Fast anställda med 4½ års tjänsteförpliktelse                                               | Flygtrupperna Luftvärnsartilleriet Flygsignaltrupperna | stationsmanskap förrådspersonal trupptjänstpersonal fordonsförare musikpersonal sjukvårdspersonal                                                                |

### Krigsmaktens hjälppersonal

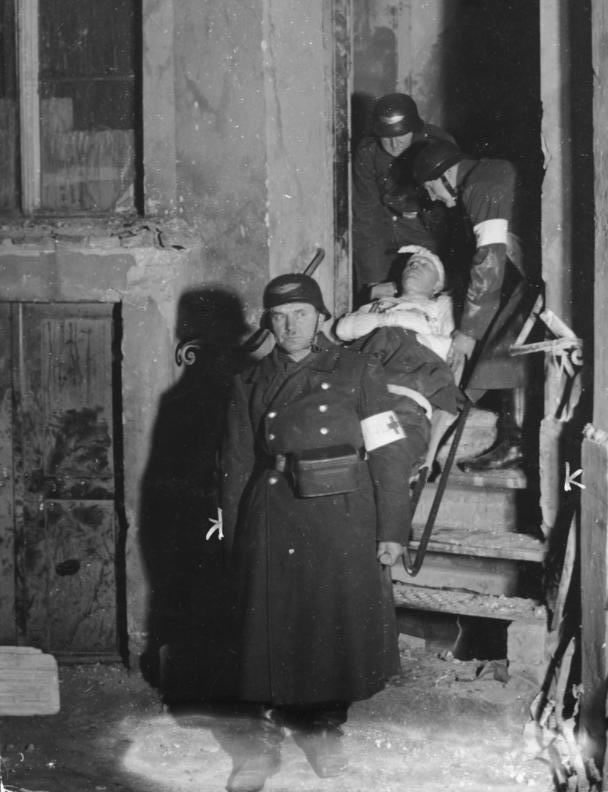
Sjukvårdspersonal från civilförsvarets undsättningsorganisation (SHD) vid insats efter ett flyganfall 1941.

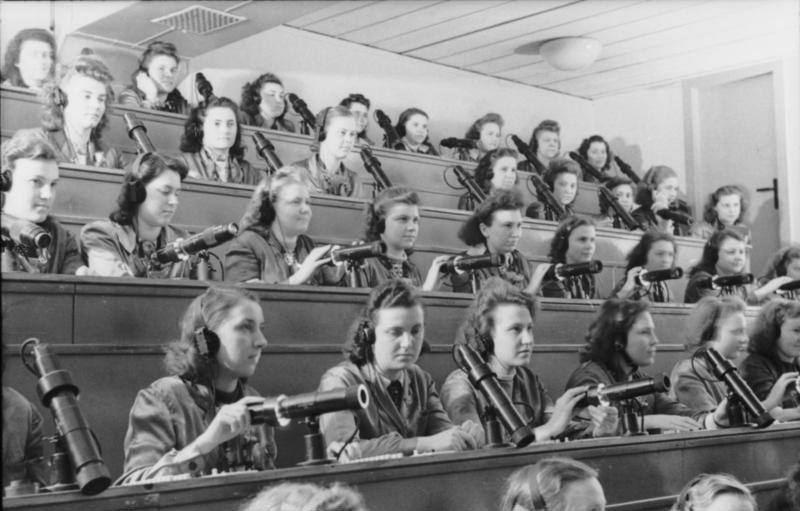
Signallottor i 4. luftvärnsdivisionens stridsledningscentral 1944.

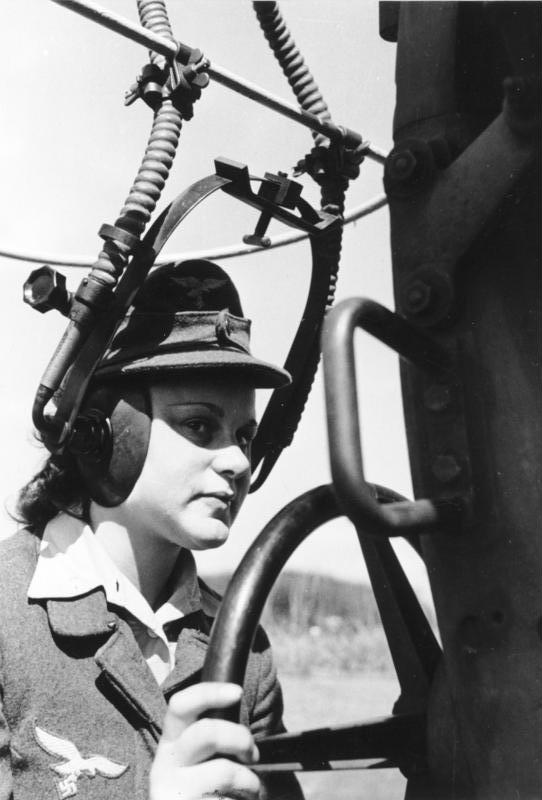
Luftvärnslotta vid lyssnarapparat 1943.

I fredstid bestod krigsmaktens hjälppersonal (Wehrmachtgefolge) av civilanställda arbetare och tjänstemän. Under kriget tillkom personalen vid Luftschutzwarndienst (civilförsvarets alarmeringsorganisation) och Luftwaffenhelferinnen (flyglottor), samt Luftwaffenhelfer från Hitler Jugend och Flakwehrmänner (rustningsindustrins arbetare och tjänstemän), vilka skulle medverka vid bemanningen av hemortsluftvärnets batterier.
Till Wehrmachtgefolge räknades även personal och förband från de halvmilitära organisationer som under kriget underställdes Luftwaffe. Till dessa hörde delar av Reichsarbeitsdienst och av Transportkorps Speer.

## Militär personal
Den militära personalen utgjordes av officerare, underofficerare och manskap tillhörande flygtrupperna (Fliegertruppe), luftvärnet (Flakartillerie), flygsignaltrupperna (Luftnachrichtentruppe) , fallskärsmjägarna, sjukvårdstrupper och flygvapnets fältarbetsförband (Luftwaffenbaueinheiten) samt dess markstridsförband: elitförbandet Division "Hermann Göring" och fältförbanden (Luftwaffenfelddivisionen).

### Militära grader

#### Grader för officerare
| Truppofficerare      |
| -------------------- |
| Leutnant             |
| Oberleutnant         |
| Hauptmann            |
| Major                |
| Oberstleutnant       |
| Oberst               |
| Generalmajor         |
| Generalleutnant      |
| General              |
| Generalfeldmarschall |
| Reichsmarschall      |

#### Grader för underofficerare och manskap

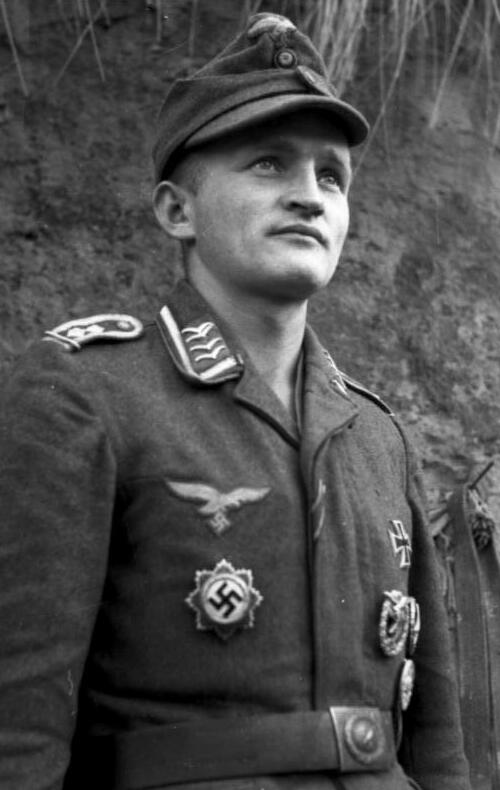
Oberfeldwebel (fanjunkare)

| Flygtrupperna, flygsignaltrupperna, fallskärmsjägarna, sjukvårdstjänsten, fältarbetsförbanden | Luftvärnsartilleriet samt fallskärmsjägarnas artilleri | Officersaspiranter och kadetter |
| --------------------------------------------------------------------------------------------- | ------------------------------------------------------ | ------------------------------- |
| Flieger Funker Fallschirmjäger Sanitätssoldat Baupionier                                      | Kanonier                                               | Fahnenjunker                    |
| Gefreiter                                                                                     | Gefreiter                                              | Fahnenjunker-Gefreiter          |
| Obergefreiter                                                                                 | Obergefreiter                                          | -                               |
| Hauptgefreiter                                                                                | Hauptgefreiter                                         | -                               |
| Unteroffizier Oberjäger                                                                       | Unteroffizier                                          | Fahnenjunker-Unteroffizier      |
| Unterfeldwebel                                                                                | Unterwachtmeister                                      | Fähnrich                        |
| Feldwebel                                                                                     | Wachtmeister                                           | -                               |
| Oberfeldwebel                                                                                 | Oberwachtmeister                                       | Oberfähnrich                    |
| Stabsfeldwebel                                                                                | Stabswachtmeister                                      | -                               |

1. ↑  Oberjäger var tjänstegrad i fallskärmsjägarna.

### Grad och befattning
I personaltabellerna inplacerades den militära personalen efter befattningsnivåer. För varje befattningsnivå kunde flera grader förekomma.
| Befattnings- nivå | Betydelse                                          | Svensk översättning        | Motsvarande Luftwaffes flygande förband | Omfattade graderna                                                        |
| ----------------- | -------------------------------------------------- | -------------------------- | --------------------------------------- | ------------------------------------------------------------------------- |
| A                 | Oberbefelshaber                                    | fältarméchef               | chef för Luftflotte                     | Generalfeldmarschall Generaloberst                                        |
| F                 | Kommandierender General                            | armékårchef                | chef för Fliegerkorps                   | General                                                                   |
| D                 | Divisionskommandeur                                | fördelningschef            | chef för Fliegerdivision                | Generalleutnant                                                           |
| J                 | Infanteriführer Artillerieführer Brigadekommandeur | brigadchef (motsvarande)   | Jagdfliegerführer                       | Generalmajor                                                              |
| R                 | Regimentskommandeur                                | regementschef              | Geschwaderkommodore                     | Oberst                                                                    |
| B                 | Bataillonskommanduer                               | bataljonschef              | Gruppenkommandeur                       | Oberstleutnant Major                                                      |
| K                 | Kompaniechef                                       | kompanichef                | Staffelkapitän                          | Hauptmann                                                                 |
| Z                 | Zugführer                                          | plutonchef                 |                                         | Oberleutnant Leutnant                                                     |
| O                 | Hauptfeldwebel Zugführer                           | kompaniadjutant plutonchef |                                         | Stabsfeldwebel Oberfeldwebel                                              |
| G                 | Gruppenführer                                      | gruppchef                  |                                         | Feldwebel (20 % av gruppchefsbefattningarna) Unterfeldwebel Unteroffizier |
| M                 | Mannschaften                                       | manskap                    |                                         | Hauptgefreiter Obergefreiter Gefreiter Flieger                            |

### Befordringsbestämmelser

#### Officerare
För befordran i officersgraderna gällde att följande tjänstetid hade att genomlöpas i den grad som man befordrades från.
| Grad            | Minsta tjänstetid i flygtrupperna | Minsta tjänstetid i luftvärnet |
| --------------- | --------------------------------- | ------------------------------ |
| Oberleutnant    | 2 år och 1 månad                  | 2 år och 1 månad               |
| Hauptmann       | 3 år                              | 3 år                           |
| Major           | 5 år                              | 5 år och 5 månader             |
| Oberstleutnant  | 3 år och 7 månader                | 2 år och 6 månader             |
| Oberst          | 2 år och 8 månader                | 2 år och 4 månader             |
| Generalmajor    | 2 år och 8 månader                | 2 år                           |
| Generalleutnant | 1 år och 9 månader                | 1 år och 9 månader             |
| General         | 1 år och 6 månader                | 1 år och 6 månader             |

#### Underofficerare och manskap
Befordran skedde under kriget efter följande förutsättningar:
- Befordran på grund av tjänsteålder skedde till Gefreiter, Obergefreiter, Unterfeldwebel och Stabsfeldwebel.
- Befordran efter skicklighet vid ledigblivna befattningar, till Unteroffizier, Feldwebel och Oberfeldwebel.
- Befordran till högre grad än vad som motsvarades av ledigblivna befattningar var möjliga för volontärer (Kapitulanten) till Unteroffizier.
- Befordran på grund av tapperhet kunde ske till Gefreiter, Unteroffizier, Feldwebel och Oberfeldwebel.
- Befordran vid avsked ur aktiv tjänst, till en grad högre i reserven.
- Befordran som belöning för svårt sårade.
- Befordran för stupade (postumt), döda, fångna och saknade.

Vid befordran hade i allmänhet (inte vid befordran för tapperhet, som belöning etc.) följande tjänstetider att genomlöpas.
| Befordran till | Först efter en sammanlagd tjänstetid av | Anmärkningar                                               |
| -------------- | --------------------------------------- | ---------------------------------------------------------- |
| Gefreiter      | 6 månader                               |                                                            |
| Obergefreiter  | 2 år                                    |                                                            |
| Unteroffizier  | 9 månader                               |                                                            |
| Unterfeldwebel | 6 år                                    | minst 4 år som Unteroffizier                               |
| Feldwebel      | 21 månader                              | minst 1 år som Unteroffizier                               |
| Oberfeldwebel  | 24 månader                              | minst 1 år som Unteroffizier minst 3 månader som Feldwebel |
| Oberfeldwebel  | 21 månader                              | minst 1 år som Unteroffizier                               |
| Stabsfeldwebel | 12 år                                   |                                                            |

1. ↑  Som Hauptfeldwebel (kompaniadjutant)

### Militära löner
Under andra världskriget utbetalades de militära lönerna dels som hemortslöner (Wehrmachtbesoldung), vilket motsvarade den fredstida avlöningen för fast anställd militär personal, dels som fältlön (Wehrsold). Fältlön och fälttillägg var skattefria; hemortlönen var skattepliktig. Hemortslön utbetalades månadsvis i förskott till en bankkonto på hemorten eller direkt till den hemmavarande familjen. Fältlönen utbetalades tiodagarsvis eller månadsvis i förskott direkt till den enskilde av förbandets krigskassör.

#### Fredsavlöning
Den fast anställda militära personalen avlönades enligt löneplan C (Reichsbesoldungsordnung C). I vissa lönegrader fanns flera löneklasser. Uppflyttning i högre löneklass bestämdes av tjänsteåldern.
Fredsavlöningen bestod av grundlön, bostadstillägg och barntillägg.
| Militär grad                            | Lönegrad 1940 | Årslön Reichsmark (RM) (grundlön utan tillägg) | Bostadstillägg Klass                                          |
| --------------------------------------- | ------------- | ---------------------------------------------- | ------------------------------------------------------------- |
| Obergefreiter                           | infördes 1942 | 1176 - 1260                                    | VII                                                           |
| Unteroffizier (mindre än 13 tjänsteår)  | C23b          | 1536 - 1920                                    | VI                                                            |
| Unteroffizier (mer än 12 tjänsteår)     | C23a          | 2064 - 2166 - 2256                             | VI                                                            |
| Underfeldwebel (mindre än 13 tjänsteår) | C22b          | 2040 - 2160                                    | VI                                                            |
| Unterfeldwebel (mer än 12 tjänsteår)    | C22a          | 2322 - 2424 - 2514                             | VI                                                            |
| Feldwebel (mindre än 13 tjänsteår)      | C21b          | 2340                                           | V                                                             |
| Feldwebel (mer än 12 tjänsteår)         | C21a          | 2394 - 2520 - 2646                             | V                                                             |
| Oberfeldwebel (mindre än 13 tjänsteår)  | C20b          | 2400                                           | V                                                             |
| Oberfeldwebel (mer än 12 tjänsteår)     | C20a          | 2454 - 2646 - 2838                             | V                                                             |
| Stabsfeldwebel                          | C19           | 2550 - 2742 - 2934                             | V                                                             |
| Leutnant                                | C10           | 2400 - 2700 - 3000 - 3700 - 4000 - 4200        | V (i de tre första löneklasserna) IV (från fjärde löneklassen |
| Oberleutnant                            | C9            | 3400 - 3700 - 4000 - 4200                      | IV                                                            |
| Hauptmann                               | C8            | 4800 - 6000 - 6900                             | IV (i första löneklassen) III (från andra löneklassen)        |
| Major                                   | C7            | 7700 - 8400                                    | III                                                           |
| Oberstleutnant                          | C6            | 9700                                           | III                                                           |
| Oberst                                  | C5            | 12600                                          | II                                                            |
| Generalmajor                            | C4            | 16000                                          | II                                                            |
| Generalleutnant                         | C3            | 19000                                          | I                                                             |
| Generaloberst (om inte i C1) General    | C2            | 24000                                          | I                                                             |
| Försvarsgrenschefer Chef OKW            | C1            | 26550                                          | I                                                             |

#### Hemortsavlöning
Hemortsavlöningen kallades försvarsmaktslön (Wehrmachtbesoldung) för fast anställd personal. Från 1940 erhöll alla icke fast anställda befäl krigslön (Kriegsbesoldung) motsvarande den försvarsmaktslön som utgick till innehavare av samma militära grad. Från 1942 infördes försvarsmaktslön/krigslön även för Obergefreiter, utan att de var inplacerade i Reichsbesoldungsordnung C. Den militära personal som inte hade försvarsmaktslön eller krigslön fick om de hade familj och barn det 1936 införda familjeunderstödet för värnpliktiga (Familienunterstützung), som utbetaldes till hustrun på hemorten. Från 1940 benämndes detta bidrag familjestöd (Familienunterhalt). Familjeunderstödet var baserat på mannens civila avlöning och gav en bättre ersättning än krigslönen.
Försvarsmaktslönen/krigslönen utgick i 31 lönegrader. Från försvarsmaktslön och krigslön skedde ett avdrag för fältavlöningen, som högst motsvarade försvarslönen (Wehrsold) (se nedan). Till hemortsavlöningen hörde bostadstillägg (vilket bestämdes av hemortens dyrortsklass, löntagarens civilstånd och antalet barntilläggsberättigade barn) och barntillägg. Hemortsavlöningen var skattepliktig och grundlönen underkastad en generell löneförminskning om 9 % till 1941, därefter 6 %. Från 1944 avlönades även officerare i Truppensonderdienst (TSD) enligt denna tabell. Samtidigt bortföll de separata bostadstilläggen och barntilläggen vilka istället inräknades i månadslönen. Vid beräkningen av bostadstillägget togs inte längre hänsyn till dyrortsklass. Förändringar i lönebelopp är inte beaktade i nedanstående sammanställning.
| Militär grad                                                                                       | Lönegrad | Månadslön före 1944 Reichsmark (RM) |
| -------------------------------------------------------------------------------------------------- | -------- | ----------------------------------- |
| Obergefreiter Hauptgefreiter                                                                       | W31      | 78                                  |
| Stabsgefreiter                                                                                     | W30      | 90                                  |
| Unteroffizier med mindre än 12 års tjänstgöring Sonderführer i furirsbefattning                    | W27      | 115                                 |
| Unteroffizier med mer än 12 års tjänstgöring                                                       | W26      | 140                                 |
| Unterfeldwebel med mindre än 12 års tjänstgöring                                                   | W25      | 138                                 |
| Unterfeldwebel med mer än 12 års tjänstgöring                                                      | W24      | 158                                 |
| Feldwebel med mindre än 12 års tjänstgöring Oberfähnrich                                           | W23      | 150                                 |
| Feldwebel med mer än 12 års tjänstgöring                                                           | W22      | 160                                 |
| Oberfeldwebel med mindre än 12 års tjänstgöring Unterarzt Sonderführer i fanjunkarbefattning       | W21      | 155                                 |
| Oberfeldwebel med mer än 12 års tjänstgöring                                                       | W20      | 170                                 |
| Stabsfeldwebel                                                                                     | W19      | 175                                 |
| Leutnant Sonderführer i subalternofficersbefattning                                                | W11      | 200                                 |
| Oberleutnant Oberarzt Assistenzarzt                                                                | W10      | 273                                 |
| Hauptmann Stabsarzt Stabsindenant Stabsrichter Sonderführer i kaptensbefattning                    | W9       | 428                                 |
| Major Oberstabsarzt Oberstabsintendant Oberstabsrichter Sonderführer i regementsofficersbefattning | W8       | 593                                 |
| Oberstleutnant Oberdeldarzt Oberfeldintendant Oberfeldrichter                                      | W7       | 710                                 |
| Oberst Oberstarzt Oberstintendant Oberstrichter                                                    | W6       | 930                                 |
| Generalmajor Generalarzt Generalintendant Generalrichter                                           | W5       | 1 168                               |
| Generalleutnant Generalstabsarzt Generalstabsintendant Generalstabsrichter                         | W4       | 1 400                               |
| General Generaloberstabsarzt Generaloberstabsintendant Generaloberstabsrichter                     | W3       | 1 763                               |
| Generaloberst                                                                                      | W2       | 1 928                               |
| Försvarsgrenschefer Chef OKW                                                                       | W1       | 3003                                |
| Källa:                                                                                             | [ 19 ]   |                                     |

#### Fältavlöning
Under kriget utgick som fältavlöning till all personal i Wehrmacht, dels som fältlön (Wehrsold), dels som fri förplägnad, fri förläggning, beklädnadsbidrag och beklädnadsersättning (till officerare som själv skulle hålla sig med uniform), fri sjukvård och fälttillägg av olika slag. Fälttilläggen utgjordes av flygtillägg för den flygande personalen, fallskärmjägartillägg för fallskärmsjägare, fronttillägg (med en riksmark per dag för personal i strid eller vid fronten),  minröjningstillägg och Afrikatillägg (för tjänstgöring i Afrikakåren). Fältavlöningen var skattefri.
| Militär grad                                                                                         | Lönegrad 1939 | Månadslön Reichsmark (RM) |
| --- | ------------- | ------------------------- |
| Flieger (etcetera) (under den tvååriga första tjänstgöringen)                                        | W16           | 30                        |
| Hauptgefreiter Obergefreiter Gefreiter Flieger (etcetera) (efter den tvååriga första tjänstgöringen) | W15           | 36                        |
| Unteroffizier                                                                                        | W14           | 42                        |
| Underfeldwebel Fähnrich                                                                              | W13           | 45                        |
| Feldwebel Oberfähnrich                                                                               | W12           | 54                        |
| Stabsfeldwebel Oberfeldwebel                                                                         | W11           | 60                        |
| Leutnant                                                                                             | W10           | 72                        |
| Oberleutnant                                                                                         | W9            | 81                        |
| Hauptmann                                                                                            | W8            | 96                        |
| Major                                                                                                | W7            | 108                       |
| Oberstleutnant'                                                                                      | W6            | 120                       |
| Oberst                                                                                               | W5            | 150                       |
| Generalmajor                                                                                         | W4            | 180                       |
| Generalleutnant                                                                                      | W3            | 210                       |
| General                                                                                              | W2            | 240                       |
| Generaloberst                                                                                        | W1B           | 270                       |
| Försvarsgrenschefer Chef OKW                                                                         | W1A           | 300                       |
| Källa:                                                                                               | [ 19 ]        | -                         |

## Militär personal med specialistkompetens

### Personalkårer
Den militära personalen med specialistkompetens tillhörde följande personalkårer.
| Personalkår                           | Betydelse               | Samtida svensk term       |
| ------------------------------------- | ----------------------- | ------------------------- |
| Sanitätsoffiziere                     | medicinalofficerare     | flygläkare                |
| Ingenieuroffiziere des Flugwesens     | flygtekniska officerare | flygingenjörer            |
| Offiziere im waffentechnischem Dienst | tygofficerare           | dito                      |
| Musikmeister                          | musikofficerare         | musikdirektörer           |
| Verwaltungsdienst (TSD)               | förvaltningsofficerare  | intendenturofficerare     |
| Wehrmachtsrichter (TSD)               | juridiska officerare    | auditörer och krigsdomare |

Truppensonderdienst (TSD) bildades som en särskild militär personalkategori 1944, genom överföring av civilmilitära tjänstemän. Det fanns två kategorier av TSD, dels intendenturofficerskåren TSD (V), som bildades av intendenter och krigskassörer, dels auditörofficerskåren TSD (R), som bildades av auditörer.

### Militära grader för specialistpersonal
| Tjänsteställning | Flygläkare       | TSD (V)               | TSD (R)            | Musikdirektörer Musikinspektörer |
| ---------------- | ---------------- | --------------------- | ------------------ | -------------------------------- |
| Leutnant         | Assistenzarzt    | Zahlmeister           | -                  | Musikmeister                     |
| Oberleutnant     | Oberarzt         | Oberzahlmeister       | -                  | Obermusikmeister                 |
| Hauptmann        | Stabsarzt        | Stabsintendant        | Stabsrichter       | Stabsmusikmeister                |
| Major            | Oberstabsarzt    | Oberstabsintendant    | Oberstabsrichter   | Musikinspizient                  |
| Oberstleutnant   | Oberfeldarzt     | Oberfeldintendant     | Oberfeldrichter    | Obermusikinspizient              |
| Oberst           | Oberstarzt       | Oberstintendant       | Oberstrichter      | -                                |
| Generalmajor     | Generalarzt      | Generalintendant      | Generalrichter     | -                                |
| Generalleutnant  | Generalstabsarzt | Generalstabsintendant | Generalstabrichter | -                                |

Ingenjörsofficerare (Ingenieuroffiziere) var avsedda att ersätta den civilmilitära flygingenjörskåren (se nedan). De förde militära grader med förkortningen (Ing.) inom parentes. Några officerare med högre grad än Leutnant hann dock inte utbildas innan krigets slut. Tygofficerare (Waffenoffiziere) förde militära grader med bokstaven (W) inom parentes. Den högsta grader var Oberst (W).

### Specialistpersonalens löner
Militära specialister avlönades efter samma principer som militär personal. Huvudregeln var att de hade samma lön enligt Reichsbesoldungsordnung C som motsvarades av deras tjänsteställning. För vissa personalkårer fanns särbestämmelser.

#### Flygläkare
För flygläkare fanns följande särbestämmelser för lönegradsplacering:
| Grad          | Lönegrad | Årslön 1940 Reichsmark (RM) (grundlön utan tillägg) | Bostadstillägg Klass |
| ------------- | -------- | --------------------------------------------------- | -------------------- |
| Unterarzt     | C20b     | 2400                                                | V                    |
| Assistenzarzt | C11      | 3400 - 3800 - 4200                                  | IV                   |
| Oberarzt      | C11      | 3400 - 3800 - 4200                                  | IV                   |

#### Musikdirektörer
Musikdirektörer och musikinspektörer avlönades i löngraderna C16 till C12.
| Grad                | Lönegrad | Årslön 1940 Reichsmark (RM) (grundlön utan tillägg) | Bostadstillägg Klass                                           |
| ------------------- | -------- | --------------------------------------------------- | -------------------------------------------------------------- |
| Musikmeister        | C16      | 2930 - 3170 - 3470 -3620 - 3770                     | V (i de två första löneklasserna) IV (från tredje löneklassen) |
| Obermusikmeister    | C15      | 3960 - 4160 - 4590 - 4840                           | IV                                                             |
| Stabsmusikmeister   | C14      | 5000 - 5250 - 5500                                  | IV                                                             |
| Musikinspizient     | C13      | 6350 - 6750 - 7150                                  | III                                                            |
| Obermusikinspizient | C12      | 7650 - 8680                                         | III                                                            |

## Sonderführer

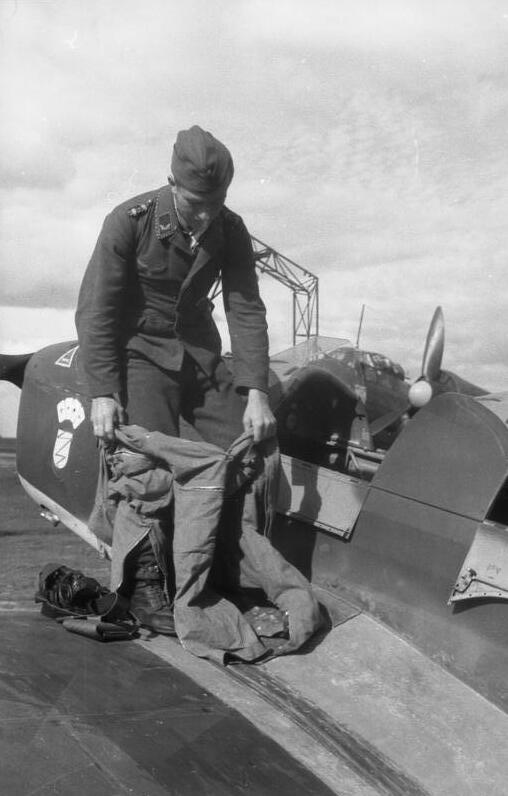
Sonderführer O.

Under kriget tillkom  Sonderführer (befäl med officers eller underofficers tjänsteställning), vilket var personal som skulle fylla befälsbefattningar utan att ha föreskriven militär utbildning. Sonderführer var en tjänstgöringsgrad, men inte en militär grad. Sonderführer med underofficers tjänsteställning avskaffades från 1942.
| Tjänsteställning | Nivå                                                       | Tjänstgöringsgrad i allmänhet | Dito för tolkar | Dito för läkare |
| ---------------- | ---------------------------------------------------------- | ----------------------------- | --------------- | --------------- |
| Unteroffizier    | Sonderführer in Stellen eines Unteroffiziers               | Sonderfüher (G)               | -               | -               |
| Oberfeldwebel    | Sonderführer in Stellen eines Oberfeldwebels               | Sonderfüher (O)               | -               | -               |
| Leutnant         | Sonderführer in Stellen eines Oberleutnants oder Leutnants | Sonderfüher (Z)               | Dolmetscher (Z) | Hilfsartz       |
| Hautpmann        | Sonderführer in Stellen eines Hauptmanns                   | Sonderfüher (K)               | Dolmetscher (K) | Kriegsarzt      |
| Major            | Sonderführer in Stellen eines Stabsoffiziers               | Sonderfüher (B)               | -               | Oberkriegsarzt  |

Källa:

## Civilmilitära tjänstemän

### Flygingenjörer
För att bli anställd som flygingenjör krävdes fullgjord värnplikt, reservofficersutbildning samt diplomingenjörsexamen i flygplanskonstruktion samt avlagd statsexamen för flygplanskonstruktörer (Flugbaumeister). Diplomingenjörer med tre års anställning som civilanställd ingenjör vid Luftwaffe antogs också.
| Vederlike med   | Tjänstebenämning 1935-1939      | Tjänstebenämning 1939-1945    | Lönegrad 1939 | Årslön Reichsmark (RM) (grundlön utan tillägg) |
| --------------- | ------------------------------- | ----------------------------- | ------------- | ---------------------------------------------- |
| Leutnant        | Flieger-Ingenieur               | Flieger-Ingenieur             | JL8           | 2800-5000                                      |
| Oberleutnant    | Flieger-Oberingenieur           | Flieger-Oberingenieur         | JL7           | 4100-5800                                      |
| Hauptmann       | Flieger-Hauptingenieur          | Flieger-Hauptingenieur        | JL 6          | 4800-7000                                      |
| Major           | Flieger-Stabsingenieur          | Flieger-Stabsingenieur        | JL 5          | 4800-8400                                      |
| Oberstleutnant  | Flieger-Oberstabsingenieur      | Flieger-Oberstabsingenieur    | JL4           | 7000-9700                                      |
| Oberst          | Flieger-Hauptstabsingenieur     | Flieger-Oberstingenieur       | JL3           | 8400-12600                                     |
| Generalmajor    | Flieger-Chefingenieur           | Flieger-Generalingenieur      | JL2           | 16000                                          |
| Generalleutnant | Leitender Flieger-Chefingenieur | Flieger-Generalstabsingenieur | JL 1          | 18000                                          |

| Grad                       | Antal tjänsteinnehavare 1944 |
| -------------------------- | ---------------------------- |
| Flieger-Ingenieur          | 10                           |
| Flieger-Oberingenieur      | 322                          |
| Flieger-Hauptingenieur     | 697                          |
| Flieger-Stabsingenieur     | 980                          |
| Flieger-Oberstabsingenieur | 375                          |
| Flieger-Oberstingenieur    | 100                          |
| Flieger-Generalingenieur   | 18                           |

Källa:

### Flygförare och flygnavigatörer
Flygförare och flygnavigatörer i icke-stridande befattningar var civilmilitära tjänstemän. Flygförarna fungerade bland annat som flyglärare, piloter på väderflyg, testpiloter och provflygare. Flygnavigatörkåren bildades 1938 och nyanställningar i kåren upphörde 1941. Lämpliga och villiga flygnavigatörer överfördes då till flygofficerskåren. Av 295 tjänstemän i flygnavigatörskåren hade 81 övergått till flygofficerskåren i början på 1942.

#### Flygförarnas tjänstebenämningar och löner 1940
| Vederlike med | Tjänstebenämning                                         | Lönegrad 1940 | Årslön Reichsmark (RM)           |
| ------------- | -------------------------------------------------------- | ------------- | -------------------------------- |
| Leutnant      | Flugführer                                               | A4c2          | 2800-5000                        |
| Leutnant      | Flugführer I. klasse                                     | A4c2          | 2800-5000                        |
| Oberleutnant  | Oberflugführer                                           | A4c2          | 2800-5000                        |
| Hauptmann     | Hauptflugführer                                          | A4b1          | 4100-5800                        |
| Hauptmann     | Stabsflugführer [med mindre än tre års tjänst som sådan] | A3b           | 4800-7000                        |
| Major         | Stabsflugführer                                          | A3b           | 4800-7000                        |
| Major         | Stabsflugführer I. klasse                                | A3b           | 4800-7000 + ett fast lönetillägg |

#### Flygförarnas tjänstebenämningar och löner 1943
| Vederlike med | Tjänstebenämning                                         | Lönegrad 1943 | Årslön Reichsmark (RM)           |
| ------------- | -------------------------------------------------------- | ------------- | -------------------------------- |
| Leutnant      | Flugführer                                               | A4c2          | 2800-5000                        |
| Oberleutnant  | Oberflugführer                                           | A4c2          | 2800-5000                        |
| Hauptmann     | Oberflugführer I. klasse                                 | A4b1          | 4100-5800                        |
| Hauptmann     | Hauptflugführer                                          | A4b1          | 4100-5800                        |
| Hauptmann     | Stabsflugführer [med mindre än tre års tjänst som sådan] | A3b           | 4 800-700                        |
| Major         | Stabsflugführer                                          | A3b           | 4800-7000                        |
| Major         | Stabsflugführer I. klasse                                | A3b           | 4800-7000 + ett fast lönetillägg |

#### Flygnavigatörernas tjänstebenämningar och löner 1943
Flygnavigatörer avlönades efter samma löneplan som flygingenjörer.
| Vederlike med | Tjänstebenämning     | Lönegrad 1943 | Årslön Reichsmark (RM) (grundlön utan tillägg) |
| ------------- | -------------------- | ------------- | ---------------------------------------------- |
| Oberleutnant  | Fliegerobernautiker  | JL7           | 4100-5800                                      |
| Hauptmann     | Fliegerhauptnautiker | JL 6          | 4800-7000                                      |
| Major         | Fliegerstabsnautiker | JL 5          | 4800-8400                                      |

### Förvaltningstjänstemän

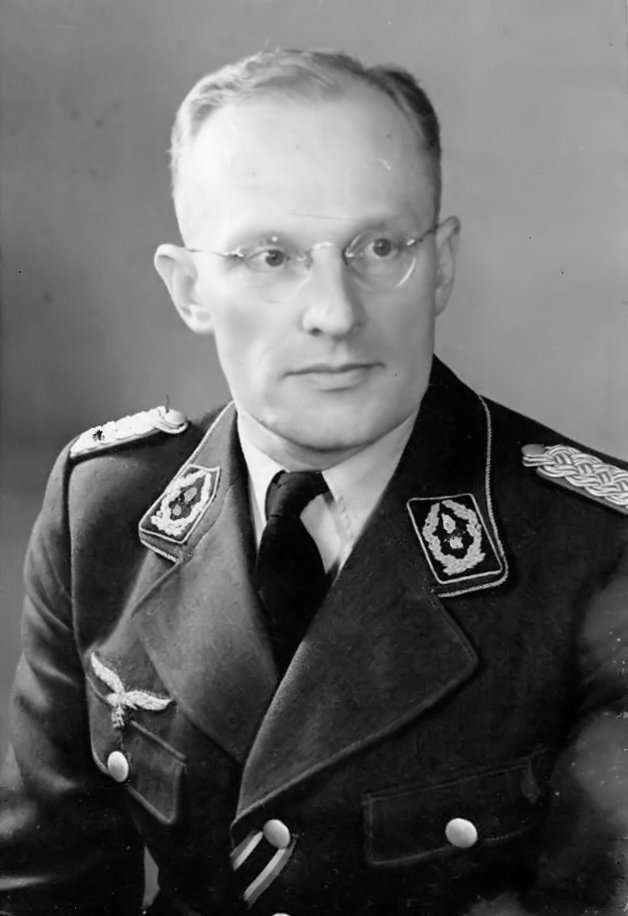
Regierungsrat (stabsmeteorolog) med majors tjänsteklass

Förvaltningstjänstemän (Wehrmachtsbeamte) var statstjänstemän som tjänstgjorde i Luftwaffe i tekniska, administrativa och rättsvårdande befattningar. De var inte civilanställda, då de bar uniform och gradbeteckningar. Civilmilitärernas personalstruktur var dock inte militär, med officerare och underofficerare, utan ordnad som den civila statsförvaltningens, i fyra olika personalkategorier. De avlönades inte efter de militära löneplanerna, utan efter de civila eller efter en egen. Under kriget tillkom krigsingenjörer och krigstjänstemän, vilket var personal med civil kompetens, som skulle fylla försvartjänstemannabefattningar utan att ha föreskriven utbildning.

#### Personalkategorier
| Kategori                                 | Civil utbildningsnivå                      | Aspiranttjänstgöring | Tjänsteklass som fullmaktsanställd |
| ---------------------------------------- | ------------------------------------------ | -------------------- | ---------------------------------- |
| einfache Dienst (lägre tjänstemän)       | Folkskola                                  | 6 månader            | Feldwebel - Oberfeldwebel          |
| mittlere Dienst (lägre mellantjänstemän) | Mästarprov eller Fackskola                 | 1 år                 | Stabsfeldwebel - Oberleutnant      |
| gehobene Dienst (högre mellantjänstemän) | Primareife teknisk tjänst: Ingenjörsexamen | minst 2 år           | Oberleutnant - Oberstleutnant      |
| höhere Dienst (högre tjänstemän)         | Akademisk examen                           | ..                   | Hauptmann - Generalleutnant        |

De civilmilitära tjänstemännen rekryterades dock i stor utsträckning som militäraspiranter, Militäranwärter, dvs. bland före detta underofficerare med tolv års tjänst. Alla lägre tjänstemän, 90 % av lägre mellantjänstemännen och 50 % av de högre mellantjänstemännen var rekryterade på detta vis. De två sistnämnda kategorierna hade därvid avlagt lägre (Abschlussprüfung I)  respektive högre examen (Abschlussprüfung II) vid en Wehrmachtfachschule (krigsmakten tillhörig fackskola). Högre mellantjänstemän i intendenturtjänst direktrekryterades bland studenter, som avtjänat två års värnplikt och genomgått ett års intendentaspirantutbildning. Det var bara de akademiskt bildade högre tjänstemännen som i sin helhet rekryterades direkt från det civila livet. De var dock i regel reservofficersutbildade.

#### Yrkesgrenar
Luftwaffes förvaltningstjänstmän tillhörde följande yrkesgrenar:

- Allmän förvaltning
- Driftsteknik
- Byggnadsteknik
- Lantbruk
- Geodesi
- Maskinteknik
- Elektroteknik
- Rikskrigsrätten
- Auditörer och rättsvårdspersonal
- Fototeknik
- Motorfordon
- Tygförvaltning
- Vapen- och ammunitionsteknik
- Flygplansteknik
- Kartografi
- Litografi
- Signalteknik
- Lärare
- Bibliotekarier
- Läkare
- Veterinärer
- Apotekare
- Kemister
- Tjänstemän vid den krigsvetenskapliga avdelningen
- Psykologer
- Riksväderlekstjänsten
- Militärgeologi
- Riksflygsäkerhetstjänsten
- Riksflygledningen
- Hantverkare vid beklädnadsväsendet
- Övriga hantverkare
- Inskrivning och rullföring

Källa:

#### Löner
De civilmilitära tjänstemännen avlönades med försvarsmaktslön och krigstjänstemän med krigslön efter samma principer som militär personal (se ovan). Avlöningens storlek bestämdes dock av Reichsbesoldungsordnung A respektive B (löneplan A och B), dvs. samma löneplan som användes för civila statstjänstemän.

#### Tjänstebenämningar och lönegrader
| Vederlike med   | Lönegrad | Årslön 1938 Reichsmark (RM) (grundlön utan tillägg) | Allmän förvaltnings- personal                                                                                        | Auditörer och rättsvårds- personal                                                | Teknisk personal Byggnads- teknisk personal                                                                          | Riksväderleks- tjänsten                                                                     |
| --------------- | -------- | --------------------------------------------------- | --- | --------------------------------------------------------------------------------- | --- | ------------------------------------------------------------------------------------------- |
| Feldwebel       | A10a     | 1750-2250                                           | Amtsgehilfe = Kontorsbiträde                                                                                         | Justizwachtmeister                                                                | Betriebsassistent = Tekniskt biträde                                                                                 | Betriebsassistent =Väderleksbiträde                                                         |
| Oberfeldwebel   | A10a     | 1750-2250                                           | Oberamtsgehilfe = Kanslibiträde Amtsgehilfe [med mer än 10 års tjänst som sådan]                                     | Oberjustizwachtmeister                                                            | Betriebsassistent [med mer än 5 års tjänst som sådan]                                                                | Betriebsassistent [med mer än 5 års tjänst som sådan]                                       |
| Stabsfeldwebel  | A8a      | 2100-2800                                           | "Regierungsassistent" = Kontorist                                                                                    | "Justizassistent"                                                                 | "Technische Assistent" = Tekniker Werkmeister = Mästare                                                              | "Wetterdienstassistent" = Väderleksassistent                                                |
| Leutnant        | A7b      | 2400-3200                                           | "Regierungssekretär" = Kansliskrivare                                                                                | "Justizsekretär"                                                                  | "Technische Sekretär" = Tekniker                                                                                     | "Wetterdienstsekretär" = Förste väderleksassistent                                          |
| Leutnant        | A6       | 2400-3600                                           | - | -                                                                                 | Oberwerkmeister = Verkmästare av 2. klassen                                                                          | -                                                                                           |
| Leutnant        | A4c2     | 2800-5000                                           | a.p. Regierungsinspektor = Assistent                                                                                 | a.p. Kriegsgerichtsinspektor                                                      | a.p. Regierungsbauinspektor a.p. Techn. Regierungsinspektor                                                          | a.p. Wetterdienstinspektor                                                                  |
| Oberleutnant    | A5b      | 2300-4200                                           | "Regierungsobersekretär" = Kontorsskrivare                                                                           | "Justizobersekretär"                                                              | "Technische Obersekretär" = Tekniker                                                                                 | "Wetterdienstobersekretär" = Förste väderleksassistent                                      |
| Oberleutnant    | A5a      | 2800-4200                                           | - | -                                                                                 | Hauptwerkmeister = Verkmästare av 1. klassen                                                                         | -                                                                                           |
| Oberleutnant    | A4c2     | 2800-5000                                           | Regierungsinspektor = Byråassistent                                                                                  | Kriegsgerichtsinspektor                                                           | Regierungsbauinspektor Techn. Regierungsinspektor = Biträdande ingenjör                                              | Wetterdienstinspektor = Meteorolog                                                          |
| Hauptmann       | A4b1     | 4100-5800                                           | Regierungsoberinspektor = Förste byråassistent                                                                       | Kriegsgerichtsoberinspektor                                                       | Regierungsoberbauinspektor Techn. Regierungsoberinspektor = Ingenjör                                                 | Wetterdienstoberinspektor = Meteorolog                                                      |
| Hauptmann       | A3b      | 4800-7000                                           | Verwaltungsamtmann = Byråinspektör [med mindre än tre års tjänst som sådan]                                          | -                                                                                 | Technische Amtmann = Driftingenjör [med mindre än tre års tjänst som sådan]                                          | Wetterdienstamtmann = Förste meteorolog [med mindre än tre års tjänst som sådan]            |
| Hauptmann       | A2c2     | 4800-8800                                           | Regierungsassessor = Byråsekreterare Regierungsrat = Förste byråsekreterare [med mindre än tre års tjänst som sådan] | Kriegsgerichtsassessor Kriegsgerichtsrat [med mindre än tre års tjänst som sådan] | Regierungsbauassessor = Byråingenjör Regierungsbaurat = Förste byråingenjör [med mindre än tre års tjänst som sådan] | Regierungsassessor Regierungsrat = Stabsmeteorolog [med mindre än tre års tjänst som sådan] |
| Major           | A3b      | 4800-7000                                           | Verwaltungsamtmann = Byråinspektör                                                                                   | -                                                                                 | Technische Amtmann = Driftingenjör                                                                                   | Wetterdienstamtmann = Förste meteorolog                                                     |
| Major           | A2d      | 4800-7800                                           | Regierungsamtsrat Verwaltungsoberamtmann = Förste byråinspektör                                                      | -                                                                                 | Techn. Regierungsamtsrat Technische Oberamtmann = Förste driftingenjör                                               | Regierungsamtsrat = Förste meteorolog                                                       |
| Major           | A2c2     | 4800-8800                                           | Regierungsrat = Förste byråsekreterare                                                                               | Kriegsgerichtsrat                                                                 | Regierungsbaurat = Förste byråingenjör                                                                               | Regierungsrat = Stabsmeteorolog                                                             |
| Oberstleutnant  | A2d      | 4800-7800                                           | Regierungsamtsrat [med högre tjänsteställning]                                                                       | -                                                                                 | - | Regierungsamtsrat [med högre tjänsteställning]                                              |
| Oberstleutnant  | A2b      | 7000-9700                                           | Oberregierungsrat = Byrådirektör                                                                                     | Oberkriegsgerichtsrat                                                             | Oberregierungsbaurat = Byrådirektör                                                                                  | Oberregierungsrat = Förste stabsmeteorolog                                                  |
| Oberst          | A1b      | 6200-10600                                          | Regierungsdirektor = Byråchef                                                                                        | Oberstkriegsgerichtsrat                                                           | Regierungsbaudirektor = Byråchef                                                                                     | Regierungsdirektor = Stabsövermeteorolog                                                    |
| Oberst          | A1a      | 8400-12600                                          | Ministerialrat = Avdelningschef                                                                                      | -                                                                                 | Ministerialrat = Avdelningschef                                                                                      | Ministerialrat = Stabsövermeteorolog                                                        |
| Generalmajor    | B7a      | 16000                                               | Ministerialdirigent =Överdirektör                                                                                    | Reichskriegsgerichtsrat                                                           | - | -                                                                                           |
| Generalleutnant | B6       | 17000                                               | - | Senatspräsident beim Reichskriegsgericht                                          | - | -                                                                                           |
| Generalleutnant | B5       | 18000                                               | Ministerialdirektor = Generaldirektör                                                                                | -                                                                                 | - | -                                                                                           |

- Rak stil = Einfache Dienst (lägre tjänstemän).
- "Rak stil" inom ciatationstecken = Mittlere Dienst (mellantjänstemän).
- Fetstil = Gehobene Dienst (högre mellantjänstemän).
- Kursiv = Höhere Dienst (högre tjänstemän).

a.p. = extra tjänsteman
Medellönen för en industriarbetare var 1939 1459 RM per år.
Medellönen för en privatanställd tjänsteman var 1939 2772 RM per år.

## Krigsingenjörer och krigstjänstemän

### Krigsingenjörer
Krigsingenjörer (Ingenieure auf Kriegsdauer) var en personalkategori som användes för att beteckna värnpliktiga som upprätthöll tjänster och befattningar avsedda för flygingenjörer utan att ha föreskriven militär utbildning.
| Vederlike med | Tjänstebenämning            |
| ------------- | --------------------------- |
| Leutnant      | Fl.-Ingenieur a. K          |
| Oberleutnant  | Fl.-Oberingenieur a. K      |
| Hauptmann     | Flieger-Hauptingenieur a. K |
| Major         | Flieger-Stabsingenieur a. K |

### Krigstjänstemän
Krigstjänstemän (Beamte auf Kriegsdauer) var en personalkategori som användes för att beteckna värnpliktiga som upprätthöll tjänster och befattningar avsedda för civilmilitära tjänsteman utan att ha föreskriven militär utbildning.

#### Tjänsteklasser
| einfache Dienst (lägre tjänstemän) | mittlere Dienst (lägre mellantjänstemän) | gehobene Dienst (högre mellantjänstemän) | höhere Dienst (högre tjänstemän) |
| ---------------------------------- | ---------------------------------------- | ---------------------------------------- | -------------------------------- |
| Oberfeldwebel                      | Oberfeldwebel                            | -                                        | -                                |
| -                                  | Leutnant                                 | -                                        | -                                |
| -                                  | -                                        | Oberleutnant                             | -                                |
| -                                  | -                                        | Hauptmann                                | -                                |
| -                                  | -                                        | Major                                    | Major                            |

Källa:

#### Tjänstebenämningar
Tjänstebenämningarna berodde på vilken tjänst som utövades eller befattning som innehades. 
- En lägre mellantjänsteman med Oberfeldwebels tjänsteklass förde i teknisk tjänst titeln Werkmeister auf Kriegsdauer.[49]
- En högre mellantjänsteman med Oberleutnants tjänsteklass förde i byggnadsteknisk tjänst titeln Regierungs-Bauinspektor auf Kriegsdauer.[50]

## Skogstjänstemän
Skogsbruket på Luftwaffes övnings- och skjutfält förvaltades av en särskild skogsteknisk kategori tjänstemän. De bar den tyska skogsvårdens gröna uniformer med det militära skogsbrukets svarta kragspeglar och militära gradbeteckningar.
| Vederlika med  | Lönegrad 1940                        | Årslön Reichsmark (RM)  | Lägre tjänstemän                                                | Lägre mellantjänstemän     | Högre mellantjänstemän                                           | Högre tjänstemän                                                 |
| -------------- | ------------------------------------ | ----------------------- | --------------------------------------------------------------- | -------------------------- | ---------------------------------------------------------------- | ---------------------------------------------------------------- |
| Feldwebel      | A10a                                 | 1750-2250               | Forstaufseher d. Luftwaffe                                      | -                          | -                                                                | -                                                                |
| Oberfeldwebel  | A10a                                 | 1750-2250               | Forstaufseher d. Luftwaffe [med mer än 10 års tjänst som sådan] | -                          | -                                                                | -                                                                |
| Stabsfeldwebel | A8a                                  | 2100-2800               | -                                                               | Forstwart d. Luftwaffe     | -                                                                | -                                                                |
| Leutnant       | A7a                                  | 2350-3500               | -                                                               | Oberforstwart d. Luftwaffe | -                                                                | -                                                                |
| Leutnant       | -                                    | ..                      | -                                                               | -                          | apl. Förster d. Luftwaffe                                        | -                                                                |
| Oberleutnant   | A4f                                  | 2400-4200               | -                                                               | -                          | Revierförster d. Luftwaffe                                       | -                                                                |
| Oberleutnant   | A4c2                                 | 2800-5000               | -                                                               | -                          | Revierförster d. Luftwaffe                                       | -                                                                |
| Oberleutnant   | -                                    | ..                      | -                                                               | -                          | -                                                                | Forstreferendar d. Luftwaffe                                     |
| Hauptmann      | A4f                                  | 2400-4200 + lönetillägg | -                                                               | -                          | Oberförster d. Luftwaffe                                         | -                                                                |
| Hauptmann      | A4b1                                 | 4100-5800               | -                                                               | -                          | Oberförster d. Luftwaffe                                         | -                                                                |
| Hauptmann      | A3b                                  | 4800-7000               | -                                                               | -                          | Forstamtmann d. Luftwaffe med mindre än tre års tjänst som sådan | -                                                                |
| Hauptmann      | -                                    | ..                      | -                                                               | -                          | -                                                                | Forstassessor d. Luftwaffe                                       |
| Hauptmann      | A2c2                                 | 4800-8400               | -                                                               | -                          | -                                                                | Forstmeister d. Luftwaffe med mindre än tre års tjänst som sådan |
| Major          | A3b                                  | 4800-7000               | -                                                               | -                          | Forstamtmann d. Luftwaffe                                        | -                                                                |
| Major          | A2c2                                 | 4800-8400               | -                                                               | -                          | -                                                                | Forstmeister d. Luftwaffe                                        |
| Major          | A2c1 i särskilt viktiga befattningar | 4800-8800               | -                                                               | -                          | -                                                                | Forstmeister d. Luftwaffe                                        |
| Oberstleutnant | A2c1                                 | 4800-8800               | -                                                               | -                          | -                                                                | Oberforstmeister d. Luftwaffe                                    |
| Oberstleutnant | A2b                                  | 7000-9700               | -                                                               | -                          | -                                                                | Oberforstmeister d. Luftwaffe                                    |
| Oberst         | A1b                                  | 6200-10000              | -                                                               | -                          | -                                                                | Landforstmeister d. Luftwaffe                                    |
| Generalmajor   | A1a                                  | 8400-12600              | -                                                               | -                          | -                                                                | Oberlandforstmeister d. Luftwaffe                                |

## Flygbasbrandkårernas personal
Vid varje fredstida flygbas fanns det en flygbasbrandkår, Fliegerhorstfeuerwehr, med personal som dels var civilmilitära tjänstemän i mittlere Dienst, dels civilanställd personal (se nedan). Till flygbasbrandkåren kommenderades också flygsoldater för tjänstgöring. Civilmilitärer och civilanställda bildade en släckstyrka om 14-18 man. Till denna kommenderades 4-8 flygsoldater efter ett rullande schema. Den civilanställda personalen fick militär status 1942. De civilanställda vilka inte var fälttjänstdugliga förblev civilanställda, till de 1944 blev militär personal; de två högre graderna med ställning som Sonderführer (Feuerwehr). Under kriget förstärktes flygbasbrandkårerna även med inkallade värnpliktiga som Hilfsfeuerwehrmänner.
| Likställd med  | Civilanställda    | Civilmilitärer    | Lönegrad 1940 | Årslön Reichsmark (RM) | Sonderführer 1944 |
| -------------- | ----------------- | ----------------- | ------------- | ---------------------- | ----------------- |
| Unteroffizier  | Feuerwehrmann     | -                 | Tarifflön     | ..                     | -                 |
| Feldwebel      | Oberfeuerwehrmann | -                 | Tarifflön     | ..                     | Sonderführer G    |
| Oberfeldwebel  | Löschmeister      | -                 | Tarifflön     | ..                     | Sonderführer O    |
| Stabsfeldwebel | -                 | Unterbrandmeister | A8a           | 2100-2800              | -                 |
| Leutnant       | -                 | Brandmeister      | A7a           | 2350-3500              | -                 |
| Oberleutnant   | -                 | Oberbrandmeister  | A5b           | 2300-4200              | -                 |
| Oberleutnant   | -                 | Hauptbrandmeister | A4e           | 2800-4600              | -                 |

## Geheime Feldpolizei
Geheime Feldpolizei var Luftwaffes stabspolis. Den bestod av personal från Kripo och Gestapo som inkallats till krigstjänstgöring.
| Vederlike med  | Tjänstebenämning                             |
| -------------- | -------------------------------------------- |
| Oberfeldwebel  | Feldpolizeiassistent                         |
| Leutnant       | Feldpolizeisekretär                          |
| Oberleutnant   | Feldpolizeiobersekretär Feldpolizeiinspektor |
| Hauptmann      | Feldpolizeikommissar                         |
| Major          | Feldpolizeidirektor                          |
| Oberstleutnant | Feldpolizeioberdirektor                      |
| Oberst         | Feldpolizeichef d. Luftwaffe                 |

Källa:

## Krigsmaktens hjälppersonal

### Kategorier
I Luftwaffe utgjordes krigsmaktens hjälppersonal (Wehrmachtgefolge) under andra världskriget av följande kategorier.
- Civilanställda tjänstemän och arbetare i Luftwaffe.
- Manlig personal i civilförsvarets undsättningsorganisation av första ordningen (SHD), till 1942 då den ombildades till Luftschutzpolizei samt i civilförsvarets alarmeringsorganisation (LSW).
- Kvinnlig hjälppersonal, Helferinnen (lottor).
- Civila arbetare och tjänstemän som av sina civila arbetsgivare tilldelats arbetsuppgifter i Luftwaffe.
- Civilpersoner som var anställda vid företag (till exempel byggnadsföretag) som utförde arbetsuppgifter för Luftwaffe.
- Personal och medlemmar i bestämda organisationer som delvis var anslutna till Luftwaffe och insattes för att genomföra försvarsuppgifter. Till exempel NSKK-Transportregiment Luftwaffe (Nationalsozialisticher Kraftfahrkorps), OT-Einsatz Luftwaffe (Organisation Todt) och TENO-Einsatzgruppe Luftwaffe (Technische Nothilfe).
- Flakwehrmänner - från militärtjänsten frikallade och överåriga tjänstemän och arbetare som vid sidan av sitt ordinarie arbete bemannade luftvärnsbatterier i hemorten. Infört 1942.[58]
- RAD-Kriegshilfdienst - manlig och kvinnlig personal från Reichsarbeitsdienst i den mån den avtjänades i Luftwaffe.
- Luftwaffenhelfer (vanligen kallade Flakhelfer) - 15-17-åriga manliga gymnasister som vid sidan av skolarbetet bemannade luftvärnsbatterier i hemorten. Infört 1943.[59] Från 1944 var även manliga lärlingar skyldiga att bli Luftwaffenhelfer.[60]

### Manlig civilförsvarspersonal
I luftskyddsorter av första ordningen (de största städerna och de städer som hade krigsviktig industri, transportanläggningar, militära anläggningar etc.) uppsattes ständigt tjänstgörande enheter ur civilförsvarets undsättningsorganisation Sicherheits- und Hilfsdienst (SHD) bemannad med tjänstepliktig personal av äldre och icke fälttjänstedugliga årgångar. SHD var administrativt underställd Riksluftfartsministeriet och Luftwaffe till 1942, då civilförsvaret omstrukturerades och SHD av första ordningen överfördes till Ordnungspolizei som Luftschutzpolizei.
Luftschutzwarndienst (LSW) (civilförsvarets luftskyddstjänst) ansvarade för flyglarm vid rapporter om ankommande fientliga flyganfall mot tyska städer och inrättningar. Den lydde administrativt under Riksluftfartsministeriet och Luftwaffe. Den bemannades också med tjänstepliktig personal.

#### Grader för manlig civilförsvarpersonal
| SHD i luftskyddsorter av första ordningen   | LSW                        | Vederlike med  |
| ------------------------------------------- | -------------------------- | -------------- |
| SHD-Mann                                    | LSW-Mann                   | Flieger        |
| SHD-Mann                                    | LSW-Mann                   | Gefreiter      |
| SHD-Truppführer                             | LSW-Truppführer            | Obergefreiter  |
| SHD-Gruppenführer                           | LSW-Gruppenführer          | Unteroffizier  |
| SHD-Hauptgruppenführer                      | LSW-Hauptgruppenführer     | Feldwebel      |
| SHD-Stabsgruppenführer                      | LSW-Stabsgruppenführer     | Oberfeldwebel  |
| SHD-Zugführer                               | LSW-Zugführer              | Leutnant       |
| SHD-Oberzugführer                           | LSW-Oberzugführer          | Oberleutnant   |
| SHD-Bereitschaftsführer                     | LSW-Warnzentraleführer     | Hauptmann      |
| SHD-Abteilungsführer                        | LSW-Warnzentraleoberführer | Major          |
| SHD-Abteilungsführer mit besonderem Auftrag | LSW-Abteilungsführer       | Oberstleutnant |

### Kvinnlig hjälppersonal (flygvapenlottor)
Luftwaffe använde sig av cirka 130 000 kvinnor som hjälppersonal (lottor) under kriget.
Dessa tjänstgjorde inom följande tjänstegrenar: 
- Flugmeldehelferinnen (luftbevakningslottor)[66]
- Luftnachrichtenhelferinnen (signallottor) [47] Januari 1943 fanns det 14 000 signallottor i Luftwaffe.[67]
- Stabshelferinnen (stabslottor) [47]
- Flakhelferinnen (luftvärnslottor) [47]
- Luftschutzwarndiensthelferinnen (lottor vid civilförsvarets alarmeringsorganisation) [47]
- Sanitätshelferinnen (sjukvårdslottor)[68]
- Wetterdiensthelferinnen (väderlottor) [47]

#### Grader för flygvapenlottor
Flygvapenlottorna innehade tjänstgöringsgrader, men det var inte en militär grad eftersom de inte hade befälsrätt över manlig personal.
| LSW-Helferinnen (civilförsvarets alarmeringslottor) | Flugmeldehelferinnen (luftbevakningslottor) 1940-1941 | Luftnachrichten.- flugmeldehelferinnen (luftbevakningslottor) Luftnachrichten- betriebshelferinnen (signallottor) 1941 | Flakwaffenhelferinnen 1944 (luftvärnslottor) | Likställd med |
| --------------------------------------------------- | ----------------------------------------------------- | --- | -------------------------------------------- | ------------- |
| LSW-Helferin                                        | Anwärterin Flugmelde-Helferin                         | Anwärterin Ln-Helferin                                                                                                 | Flakw-Helferin                               | Flieger       |
| LSW-Oberhelferin                                    | Aufsichtshelferin                                     | Ln-Oberhelferin | Flakw-Oberhelferin                           | Gefreiter     |
| LSW-Haupthelferin                                   | Betriebsgruppenunterführerin                          | Ln-Haupthelferin | Flakw-Truppführerin                          | Unteroffizier |
| -                                                   | -                                                     | - | Flakw-Obertruppführerin                      | Feldwebel     |
| LSW-Führerin                                        | Betriebsgruppenführerin                               | Ln-Führerin | Flakw-Führerin                               | Leutnant      |
| LSW-Oberführerin                                    | Kameradschaftsführerin                                | Ln-Oberführerin | Flakw-Oberführerin                           | Oberleutnant  |
| -                                                   | -                                                     | Ln-Hauptführerin | Flakw-Hauptführerin                          | Hauptmann     |
| -                                                   | -                                                     | Ln-Stabsführerin | Flakw-Stabsführerin                          | Major         |

## Uniformer

### Gradbeteckningar
| Generalspersoner                                                    |  |  |   |
| Reichsmarschall Riksmarskalk                                        |  |  | - |
| Generalfeldmarschall Fältmarskalk                                   |  |  |   |
| Generaloberst Generalöverste                                        |  |  |   |
| General der Waffengattung General                                   |  |  |   |
| Generalleutnant Generallöjtnant                                     |  |  |   |
| Generalmajor                                                        |  |  |   |
| Regementsofficerare                                                 |  |  |   |
| Oberst im Generalstab Överste vid generalstabskåren                 |  |  |   |
| Oberstleutnant Överstelöjtnant                                      |  |  |   |
| Major                                                               |  |  |   |
| Kompaniofficerare                                                   |  |  |   |
| Stabsrichter TSD Stabsauditör, kaptens vederlike                    |  |  |   |
| Oberleutnant Löjtnant                                               |  |  |   |
| Leutnant Fänrik                                                     |  |  |   |
| Underofficerare                                                     |  |  |   |
| - Stabsfeldwebel - Stabswachtmeister Fanjunkare                     |  |  |   |
| - Oberfähnrich Kadett - Oberfeldwebel - Oberwachtmeister Fanjunkare |  |  |   |
| - Feldwebel - Wachtmeister Sergeant                                 |  |  |   |
| - Fähnrich Kadett - Unterfeldwebel - Unterwachtmeister Överfurir    |  |  |   |
| - Fahnenjunker Officersaspirant - Unteroffizier - Oberjäger Furir   |  |  |   |
| Manskap                                                             |  |  |   |
| Stabsgefreiter (införd 1944) Korpral                                |  |  |   |
| Hauptgefreiter (avskaffad 1944) Korpral                             |  |  |   |
| Obergefreiter Korpral                                               |  |  |   |
| Gefreiter Vicekorpral                                               |  |  |   |
| Flieger Flygsoldat                                                  |  |  | - |

Källa:

### Vapenslags- och personalkårsfärger
Källa:

### Yrkesgrensfärg för förvaltningstjänstemän
Utöver sin gröna vapenslagsfärg bar de civilmilitära förvaltningstjänstemännen en bifärg under axelklaffen eller axeltränsen för att ange yrkesgren.
Källa:

### Huvudfärg för skogbrukstjänstemän
Skogsbrukstjänstemännen bar skogsvårdsväsendets gröna uniformer med det militära skogsbrukets svarta kragspeglar. 
Källa: